# 羊琇
羊 琇（よう しゅう、236年 - 282年）は、中国の西晋の外戚。字は稚舒。本貫は泰山郡南城県。羊祜や羊徽瑜の従弟にあたる。

## 経歴
羊耽（羊祜や羊徽瑜の叔父）と辛憲英のあいだの子として生まれた。若くして郡計に挙げられ、鍾会の下で参鎮西軍事をつとめ、蜀漢に対する平定戦に参加した。鍾会が反乱計画を立てると、羊琇は鍾会を強く諫めた。帰国すると、関内侯の爵位を受けた。羊琇は学才で知られ、司馬炎と親しくしていた。司馬炎は哲学的議論において弟の司馬攸に及ばず、司馬昭は司馬攸を司馬炎に代えて後継者としようと考えていた。司馬炎は羊琇と相談して対策を練った。後に司馬昭が当時の課題と人間の良否について司馬炎と論じあったところ、司馬炎はよどみなく答えてみせた。このため司馬炎の後継者としての地位は定まった。
咸熙元年（264年）、司馬炎が撫軍となると、羊琇はその下で参軍事を命じられた。咸熙2年（265年）、司馬炎が晋王位を嗣ぐと、羊琇は左衛将軍に抜擢され、甘露亭侯に封じられた。司馬炎が皇帝に即位すると、羊琇は中護軍に累進し、散騎常侍の位を加えられた。在職すること13年、禁兵をつかさどり、機密に参与し、武帝（司馬炎）からの寵遇はきわめて厚かった。
羊琇は贅沢を好み、昼夜の別なく宴会を開き、親族や男女の間の儀礼的区別もつけなかったため、当時の人に非難された。気ままな行動で法を犯し、そのたびに役人につけ届けをした。後に司隷校尉劉毅の弾劾を受けた。死刑に相当するところ、武帝が旧恩により免官にとどめた。ほどなく羊琇は無官のまま護軍の職務をつとめた。後に復職した。太康3年（282年）、斉王司馬攸が青州に出向するにあたって、羊琇は勅命に逆らって強く諫めたため、太僕に左遷された。武帝の信任を失い、病にかかったことから、引退を願い出た。特進に任じられ、散騎常侍の位を加えられ、邸に引き下がると、死去した。輔国大将軍・開府儀同三司の位を追贈された。諡は威といった。

## 伝記資料
- 『晋書』巻93 列伝第63